# دوشاخ
دوشاخ (به ترکمنی: Duşak، دوُشاق) یک منطقهٔ مسکونی در ترکمنستان است که در شهرستان قهقهه واقع شده‌است.